# Camarico (Chile)
Camarico es una localidad perteneciente a la comuna de Río Claro, Provincia de Talca, cercana al límite con la Provincia de Curicó, en la Región del Maule, Chile. Según el censo de 2002, Camarico tenía una población total de 681 habitantes.

## Demografía
La localidad de Camarico abarca una superficie de 1551,64 km² y posee una población de 976 habitantes (censo de 2017), correspondientes al 0,4 % de la población total de la región, con una densidad de 29,63 hab/km². Del total de la población, 341 son mujeres (50,77 %) y 635, hombres (49,23 %). El año 2002, el 26,71 % correspondía a población rural y el 73,28 % a población urbana. Los núcleos urbanos principales son la cabecera comunal, Molina, y la ciudad de Cumpeo (10 029 habitantes). Otras comunas pobladas son Los Maquis, San Rafael y Villa Prat.